# Virgil Tale
Virgil Tale (n. 18 februarie 1941) este un handbalist român care a făcut parte din lotul echipei naționale de handbal a României medaliată cu bronz la Jocurile Olimpice din 1972, de la München. Tale a fost și component al echipei României care a câștigat medalia de aur la campionatul mondial din 1964.
În 1964, Virgil Tale a primit titlul de Maestru al Sportului.

## Palmares
- Jocurile Olimpice:
  -  Medalie de bronz: 1972

- Campionatul Mondial:
  -  Medalie de aur: 1964

- Campionatul Mondial Universitar:
  -  Medalie de bronz: 1963, 1971